# Al Bumbry
Alonza Benjamin Bumbry (Fredericksburg, Virginia, 21 de abril de 1947), más conocido como Al Bumbry, es un exjugador profesional estadounidense de béisbol que se desempeñó en la posición de jardinero central en las Grandes Ligas de Béisbol (MLB). Logró obtener el premio Novato del Año.

## Carrera
Bumbry jugó como profesional trece temporadas en Baltimore Orioles (1972-1984), después pasó a San Diego Padres, donde jugó una temporada (1985), y fue el equipo en el que se retiró.

## Premios
En 1973, fue galardonado con el premio Novato del Año.